# Trịnh Công Sơn
Trịnh Công Sơn (Dak Lak, Vietnam; 28 de febrero de 1938 – Saigón, Vietnam; 1 de abril de 2001) fue un cantante, compositor, y pintor vietnamita.

Él, junto con Pham Duy y Van Cao, es considerado uno de los tres más sobresalientes figuras de la música Vietnamita moderna (no clásica). Muchas de las canciones de Trinh son canciones largas. Otras son canciones patrióticas antiguerra, y fueron escritas durante la guerra de Vietnam; algunas fueron censuradas por la República de Vietnam del sur y luego por la República Socialista de Vietnam. Sus canciones tuvieron muchos intérpretes, una de ellos notable es Khanh Ly.

## Canciones notables
Trinh Cong Son ha escrito cerca de 600 temas, de los más notables :
- Biển nhớ
- Diễm xưa
- Đóa hoa vô thường
- Gọi tên bốn mùa
- Hát trên những xác người
- Hạ trắng
- Nối vòng tay lớn